# Liste der Bodendenkmale in Schilda (Brandenburg)
In der Liste der Bodendenkmale in Schilda (Brandenburg) sind alle Bodendenkmale der brandenburgischen Gemeinde Schilda und ihrer Ortsteile aufgelistet. Grundlage ist die Veröffentlichung der Landesdenkmalliste mit dem Stand vom 31. Dezember 2021. Die Baudenkmale sind in der Liste der Baudenkmale in Schilda (Brandenburg) aufgeführt.
|   | Gemarkung      | Flur | Kurzansprache | Bodendenkmalnummer | Bemerkung | Bild |
| - | -------------- | ---- | --- | ------------------ | --------- | ---- |
| 1 | Schilda (Lage) | 1    | Gräberfeld Bronzezeit | 20149              |           |      |
| 2 | Schilda (Lage) | 1    | Siedlung römische Kaiserzeit | 20150              |           |      |
| 3 | Schilda (Lage) | 1    | Siedlung Bronzezeit | 20151              |           |      |
| 4 | Schilda (Lage) | 1    | Kirche Neuzeit, Kirche deutsches Mittelalter, Dorfkern Neuzeit, Dorfkern deutsches Mittelalter, Friedhof deutsches Mittelalter, Friedhof Neuzeit | 20152              |           |      |